# Empeaux
Empeaux é uma comuna francesa na região administrativa da Occitânia, no departamento do Alto Garona. Estende-se por uma área de 4.56 km², com 268 habitantes, segundo o censo de 2018, com uma densidade de 59 hab/km².